# Rubus pirifolius
Rubus pirifolius är en rosväxtart som beskrevs av James Edward Smith. Rubus pirifolius ingår i släktet rubusar, och familjen rosväxter.

## Underarter
Arten delas in i följande underarter:
- R. p. cordatus
- R. p. permollis
- R. p. tomentosus